# Wyspa Północna (Nowa Zelandia)
Wyspa Północna (ang. North Island, maor. Te Ika-a-Māui) – jedna z dwóch głównych wysp Nowej Zelandii (druga to Wyspa Południowa). Powierzchnia wyspy wynosi 115 778 km² co daje jej 14 miejsce na świecie. Jest to wyspa kontynentalna. Najwyższym punktem wyspy jest wulkan Ruapehu, który wznosi się na wysokość 2797 m n.p.m.
Najbardziej wysunięty na południe punkt wyspy to przylądek Palliser.

## Wyspa Północna w mitologii
Według mitologii maoryskiej Wyspy Północna i Południowa Nowej Zelandii powstały dzięki działaniom półboga Maui. Półbóg Maui i jego bracia łowili ryby z czółna (Wyspy Południowej), kiedy złapał wielką rybę i wyciągnął ją z morza. Kiedy nie patrzył, jego bracia walczyli o rybę i posiekali ją. Ta wielka ryba stała się Wyspą Północną, stąd nazwa Maorysów na Wyspie Północnej to
Te Ika-a-Maui („Ryba Maui”). Uważa się, że góry i doliny powstały w wyniku siekania ryb przez braci Maui. Do początku XX wieku alternatywną nazwą Maorysów dla Wyspy Północnej była Aotearoa. W obecnym użyciu Aotearoa to zbiorowa nazwa Maorysów dla Nowej Zelandii jako całości.

## Regiony Wyspy Północnej
Na Wyspie Północnej utworzonych jest 9 regionów administracyjnych.
- Northland
- Auckland
- Zatoka Obfitości (ang. Bay of Plenty)
- Gisborne
- Waikato
- Taranaki
- Manawatu-Wanganui
- Hawke’s Bay
- Wellington

## Miasta Wyspy Północnej
Na Wyspie Północnej położonych jest kilka ważniejszych miast Nowej Zelandii, m.in. Wellington, stolica kraju oraz Auckland, największe miasto Nowej Zelandii. Około 76% Nowozelandczyków mieszka na Wyspie Północnej.
Ważniejsze miasta to (dane szacunkowe z VI 2009):
- Auckland – ludność 1333,3 tys., pow. 1086 km², gęstość zaludnienia 1227,7 osób/1 km² (aglomeracja)
- Manukau – 410,16 tys.
- Wellington – 386 tys. (aglomeracja)
- North Shore – 269,5 tys.
- Waitakere – 206,27 tys.
- Hamilton – 200,3 tys. (aglomeracja)
- Tauranga – 118,2 tys.
- Lower Hutt – 97,69 tys.
- Palmerston North – 80,7 tys.
- Hastings – 63,58 tys.

- Napier – 57,09 tys.
- Rotorua – 55,6 tys.
- New Plymouth – 51,6 tys.
- Whangarei – 51,4 tys.
- Porirua – 48,86 tys.
- Kapiti – 39,6 tys.

- Wanganui – 39,6 tys.
- Upper Hutt – 37,13 tys.
- Gisborne – 33,9 tys.
- Pukekohe – 25,32 tys.
- Paraparaumu – 25,26 tys.
- Taupō – 22,07 tys.
- Masterton – 19,34 tys.
- Levin – 19,01 tys.
- Whakatane – 18,45 tys.
- Cambridge – 16,11 tys.
- Te Awamutu – 15 tys.
- Feilding – 13,93 tys.
- Tokoroa – 12,74 tys.
- Hawera – 10,53 tys.

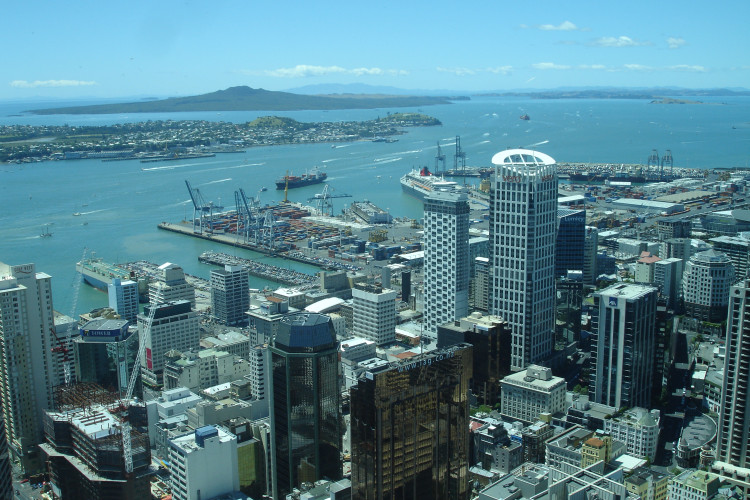
Panorama Auckland ze Sky Tower

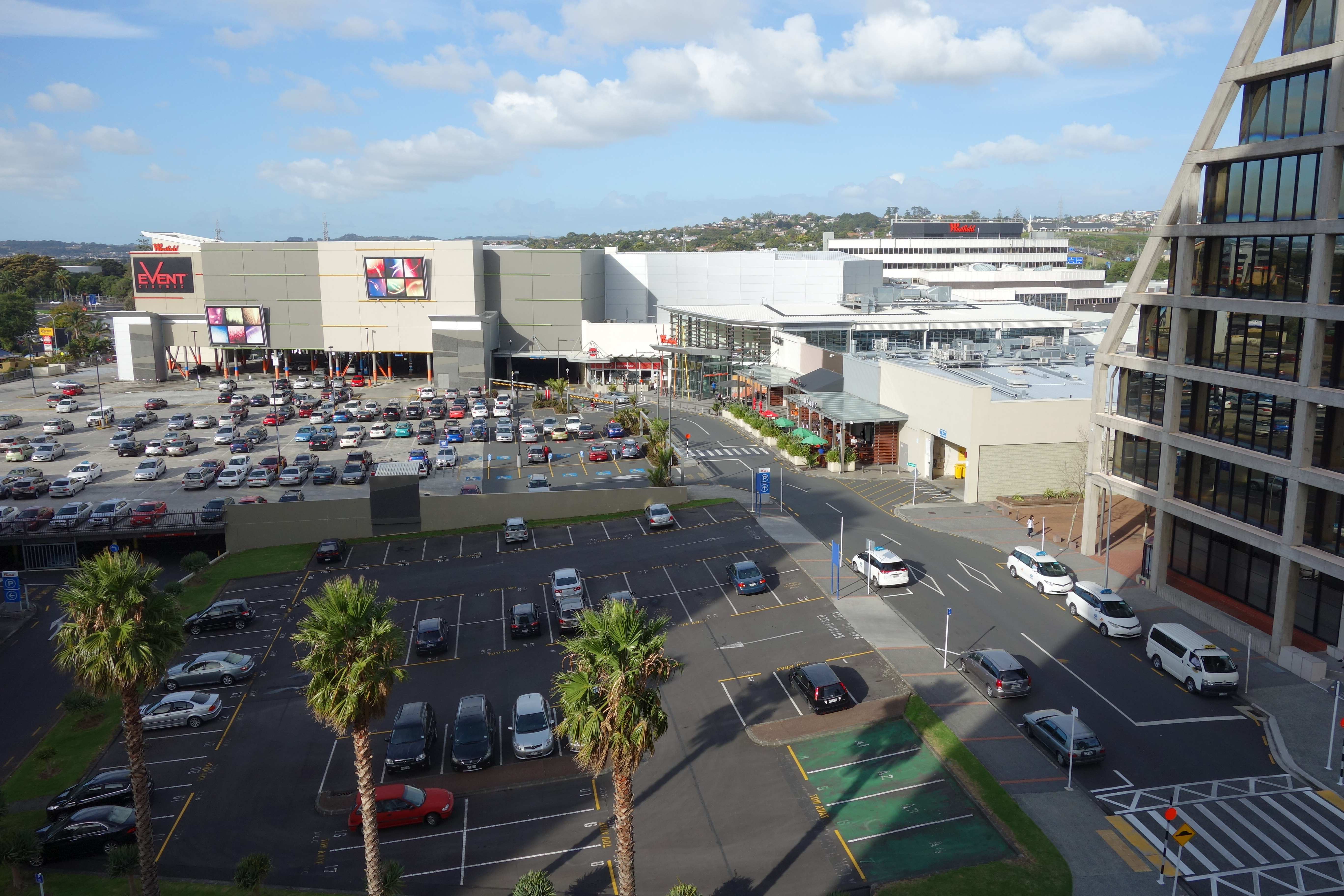
Manukau

Do dużo mniejszych zaliczyć można m.in.:
- Thames – 6,81 tys.
- Huntly – 6,75 tys.
- Kerikeri – 6,69 tys.
- Matamata – 6,41 tys.
- Stratford – 5,36 tys.
- Foxton – 4,29 tys.
- Carterton – 4,09 tys.
- Pahiatua – 2,49 tys.
- Bulls – 1,58 tys.
- Coromandel – 1,49 tys.
- Ahipara – 1,19 tys.

## Półwyspy i przylądki
- Coromandel Peninsula
- Northland Peninsula
- Cape Palliser
- Cape Reinga
- East Cape
- North Cape

## Zatoki i wybrzeża

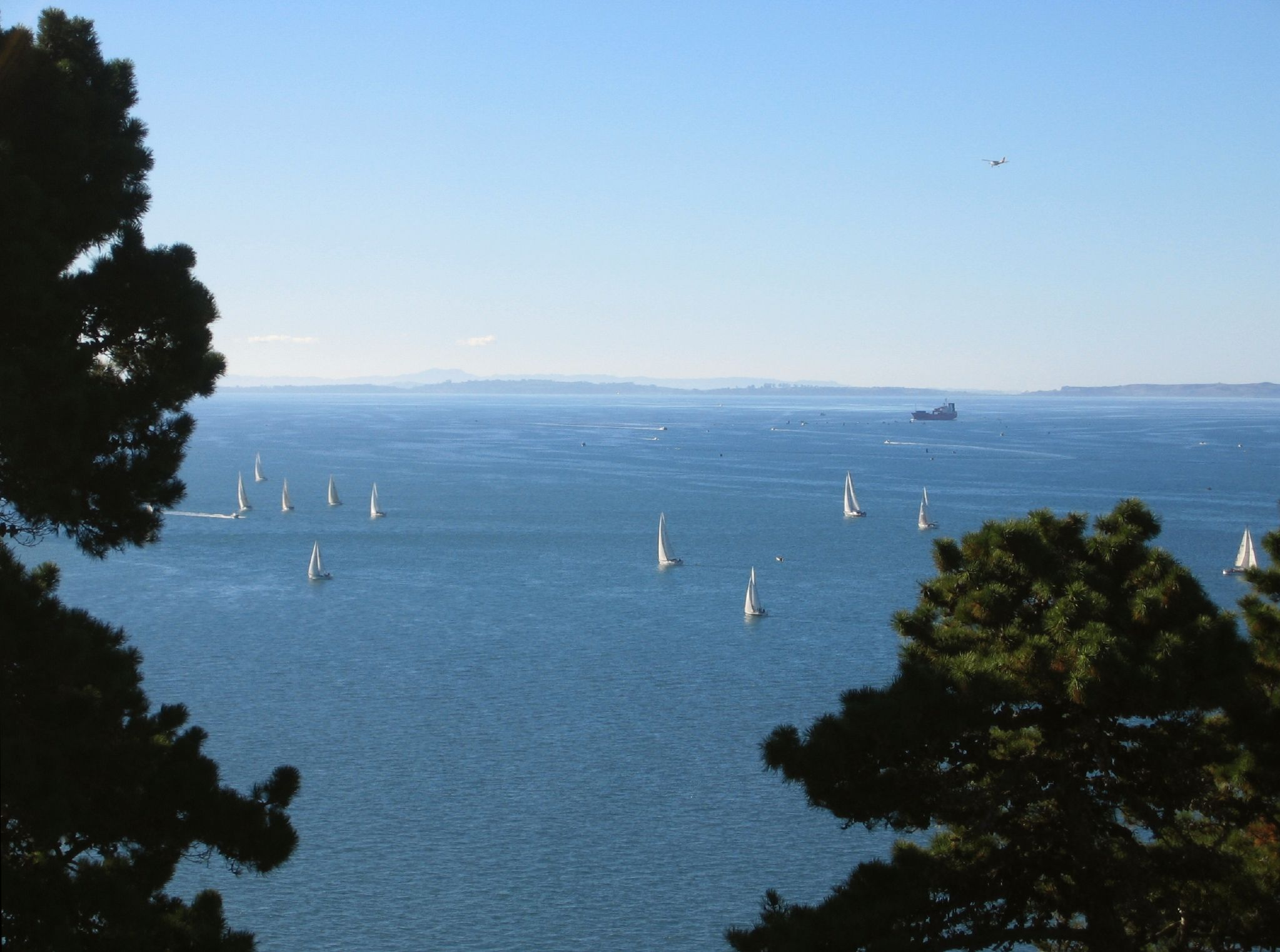
Hauraki Gulf

- Bay of Islands
- Bay of Plenty
- Hauraki Gulf
- Hawke Gulf
- Ninety Mile Beach
- North Taranaki Bight
- South Taranaki Bight

## Jeziora i rzeki
- Lake Taupō
- Waikato River
- Whanganui River

## Najwyższe szczyty

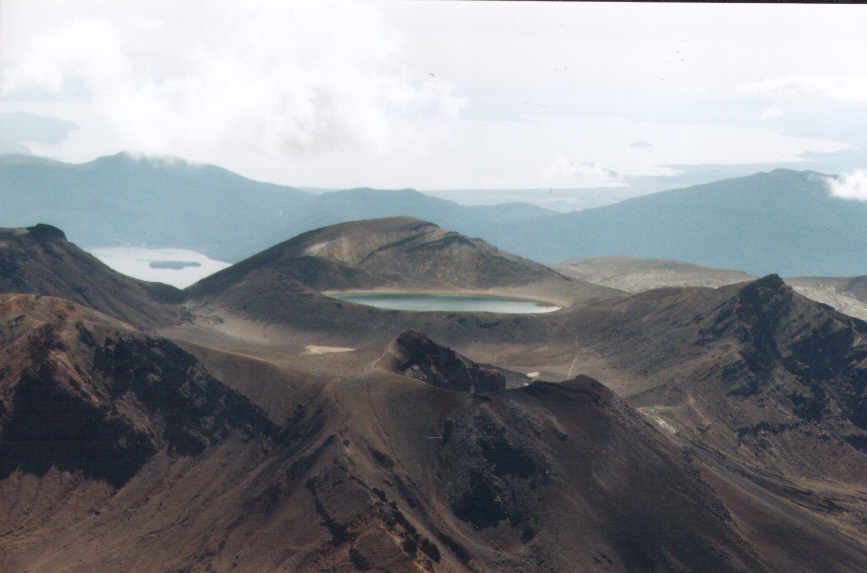
Tongariro National Park

- Ruapehu (2797 m)
- Egmont/Taranaki (2518 m)
- Ngauruhoe (2291 m)
- Tongariro (1978 m)
- Mangaweka (1733 m)
- Hikurangi (1440 m)
- Raukumara (1413 m)
- Tarawera (1111 m)

## Lasy i parki narodowe
- Egmont National Park
- Tongariro National Park
- Waipoua Kauri Forest
- Whanganui National Park

## Jaskinie
- Waitomo Caves